# 維吉尼亞·強生
維吉尼亞·伊詩曼·強生（1925年2月11日—2013年7月24日），生於美國密蘇里州春田市，性學家與心理學家，與威廉·麥斯特（William Howell Masters）組成的麥斯特與強生性學研究小組，也是因此而被世人熟知。从1957年开始直到20世纪90年代，她和威廉·麥斯特一同对人类性反应的实质以及性功能障碍的治疗开展研究，并成为该领域的先驱。

## 早年
弗吉尼亚·约翰逊出生于密苏里州斯普林菲尔德，她是艾德娜·伊万斯和赫歇尔·哈里·埃谢尔曼的女儿，父亲赫歇尔是个农场主。她的祖父母是耶稣基督后期圣徒教会成员，她的父亲的祖先是黑森人。弗吉尼亚一家人在她五岁那年搬迁到加利福尼亚州帕罗奥图，他父亲在当地一家医院担任场地管理员。后来这一家人又来到了密苏里州，并开始农场生活。16岁的弗吉尼亚被家乡的杜利大学录取，但她中途辍学后在密苏里州保险局工作了四年。她最终还是回到校园，先后在密苏里大学和堪萨斯音乐学院学习，二战时期她作为一名乐队歌手，开启了自己的音乐职业生涯。在她为斯普林菲尔德的KWTO （页面存档备份，存于）广播电台演唱乡村歌曲期间，她使用了“弗吉尼亚·吉布森”这一艺名。
弗吉尼亚之后在密苏里州圣路易斯的“圣路易斯日报”担任商业板块作家。退出歌坛后，弗吉尼亚就读于圣路易斯华盛顿大学，主修社会学，但并未取得该学科的学位。

## 性学著作
约翰逊和威廉·麥斯特初识于1957年，她被马斯特斯聘为研究助手，在圣路易斯的华盛顿大学妇产科系工作。在约翰逊给他担任助手的这段时间里，马斯特斯在医学术语，疗法，以及研究等方面对她进行了培训。他们共同研发了一种类似测谎机的仪器，用来监测人类的性刺激。马斯特斯和约翰逊使用这些工具，观察了约700名男性和女性的性行为，这些志愿者同意在马斯特斯的实验室里和其他参与者性交或者自慰。通过观察这些对象，约翰逊帮助马斯特斯确定性反应的四个阶段，也就是所谓的人类性反应周期。这个周期分为兴奋期，持续期，高潮期，和消退期。1964年，马斯特斯和约翰逊在圣路易斯建立了他们自己独立的非營利組織研究机构，机构名为生殖生物学基金会，该机构在1978年更名为马斯特斯与约翰逊研究所。
2009年4月，托马斯·迈尔在一篇刊登在《科学美国人》杂志的报道中称道，马斯特斯与约翰逊研究所曾于1968至1977年开展过试图把同性恋者变为异性恋者的项目，约翰逊对于该项目持有强烈的保留态度。

## 个人生活
约翰逊二十出头的时候曾嫁给一名密苏里州的政客，这段婚姻只持续了2天。后来她又和一名大她很多的律师结婚，可也是以离婚收场。1950年她嫁给乐队领队乔治·约翰逊，并与他育有一儿一女。二人于1956年离婚。1971年，弗吉尼亚·约翰逊嫁给了威廉·马斯特斯，那时候马斯特斯已与他第一任妻子离婚。尽管约翰逊和马斯特斯在1993年离婚，但他们仍旧继续着职业上的合作。约翰逊于2013年因为“多种疾病并发症”逝世。
马斯特斯在和约翰逊离婚后又再婚了，他于2001年逝世。

## 大众文化
2013年9月29日，美国有线电视网Showtime首播了电视剧《性爱大师》，该剧是根据2009年一部同名传记改编。丽兹·卡潘在剧中饰演约翰逊。